# クロアチア社会主義共和国

クロアチア社会主義共和国
Socijalistička Republika Hrvatska (クロアチア語)

国歌: Lijepa naša domovino（クロアチア語）
私たちの美しい故国

SFRユーゴスラビアにおけるSRクロアチアの位置

クロアチア社会主義共和国（クロアチアしゃかいしゅぎきょうわこく、クロアチア語: Socijalistička Republika Hrvatska）は、ユーゴスラビア社会主義連邦共和国を構成する社会主義国である。クロアチア社会主義共和国は1991年に独立したクロアチアの前身である。この国は1944年にユーゴスラビア民主連邦の構成国として設置され、ヨシップ・ブロズ・ティトー率いるユーゴスラビア共産主義者同盟によって統治されていた。1990年、社会主義を放棄し、多党制を導入し民主主義国としてクロアチア共和国へと移行し、その後まもなく独立を果たした。

## 設立
クロアチア社会主義共和国は、クロアチア連邦国（Federalna Država Hrvatska; FD Hrvatska）として1944年5月9日に、クロアチア人民解放国家反ファシスト委員会の第3回会合にて設立された。ユーゴスラビアはこの当時、ユーゴスラビア連邦国（Federalna Država Yugoslavia）と呼ばれており、憲法上は社会主義国家ではなく、さらに共和国でもなかった。終戦を前にして、これらのことが議題にあげられた。1945年11月29日、ユーゴスラビア連邦国はユーゴスラビア連邦人民共和国へと改称され、共産主義国家となった。これに従って、クロアチア連邦国はクロアチア人民共和国（Narodna Republika Hrvatska; NR Hrvatska）へと改称された。
共産主義国家であるクロアチア人民共和国では、私有財産は段階的に国有化された。特に1945年8月にユーゴスラビア政府が制定した「土地改革と入植に関する法律」により同年秋から1948年にかけて実施された土地改革によって、古い地主やクロアチアのカトリック教会は莫大な資産を失うこととなった。 クロアチア人民共和国では大規模な戦後復興事業が進められた。この時の特徴として、道路建設やその他公共設備の建造などの復興事業の多くは、若者を集めてのボランティアによる公共事業として行われた点が挙げられる。この時代の公共事業の多くはユーゴスラビアの連邦政府が資金提供していた。

## 社会主義共和国
1963年4月7日、ユーゴスラビア連邦人民共和国（FNRJ）はユーゴスラビア社会主義連邦共和国（SFRJ）へと改称された。 また、ユーゴスラビアでは1948年のティトーとスターリンの決別後、スターリニズムは大規模に禁止されていた。1963年、クロアチア人民共和国はクロアチア社会主義共和国へと改称され、スターリン主義からの脱却を鮮明化した。

### 経済
クロアチアの経済は、社会主義の一形態として自主管理社会主義（radničko samoupravljanje）と呼ばれる方式に基づいて進められた。自主管理社会主義では、企業は国営で、労働者は利益の一部を分配される。この形式の社会主義はクロアチアに初めて導入され、その後他のユーゴスラビア構成国にも導入された。クロアチアは、経済学における労働者の自主管理の分野において、世界的に知られるブランコ・ホルヴァト（Branko Horvat）を生み出した。この形式の市場社会主義によって、東側諸国とくらべて格段に良好な経済状態が作り出された。クロアチアは1960年代から1970年代にかけてに工業化が進み、工業生産は急激に増大した。人口規模そのものはザグレブよりもベオグラードのほうが大きく上回っていたにもかかわらず、ザグレブは都市の産業の規模において、ユーゴスラビア連邦の首都であるベオグラードを上回るまでに至った。
工場やその他の組織が「パルチザン」と命名されることは頻繁に起こった。パルチザンはユーゴスラビアの人民の英雄と考えられていた。第二次世界大戦前、クロアチアの産業はそれほど目立ったものではなく、ほとんどの人々は農業に従事していた。クロアチアの工業化が進んでいた頃と同時期に、アドリア海は国際的な観光地としての色彩を強め、ユーゴスラビアの沿岸部の構成国は（大部分はクロアチアであるが）大きな収入源を得ることになった。この当時にクロアチアを訪れた観光客は、独立後の21世紀初頭よりも多かった。政府は、いまだかつてない経済・産業の成長をもたらし、高いレベルの社会保障と極めて低い犯罪発生率を達成した。国家は完全に第二次世界大戦の破壊から立ち直り、国内総生産の急成長を記録した。

### 政治
政治の面からみると、ユーゴスラビアにおいてクロアチア人はセルビア人と比べて少数であったものの、その指導者でクロアチア人であったティトーは、主要2民族の間の対立関係を抑えるために、慎重に政治を進めた。その中では、双方の民族主義は抑圧の対象とされた。1963年のユーゴスラビア社会主義連邦共和国の憲法では、その国名を「ユーゴスラビア社会主義連邦共和国」と定めると共に、セルビア人がその支配権を握ることを認めなかった。それによって、セルビア人たちの不満はさらに高まっていった。クロアチアは連邦の政治により高いレベルで参加できるようになり、ユーゴスラビア社会主義連邦共和国の9人の首相のうち5人はクロアチア人であった。しかし、セルビア人はユーゴスラビア王国時代と同様に、軍や秘密警察での支配権を握り、ユーゴスラビア人民軍（JNA）の将軍の多くはセルビア人かモンテネグロ人であった。
1965年以降（OZNAやUDBAの局長アレクサンダル・ランコヴィッチ Aleksandar Rankovićが失墜した1966年から）の傾向は、1970年から1971年のクロアチアの春事件へと結びついた。この事件では、ザグレブの学生らがクロアチアの民権拡大と自治権拡大を求めてデモ行動を組織した。当局はこれに対してデモを鎮圧し、その指導者を投獄した。しかし、党のクロアチア人の多くが秘密裏にこの動きに共鳴し、1974年のユーゴスラビアの地方自治権拡大につながった。1974年に採択された新しいユーゴスラビア連邦の憲法では、その構成共和国の権限は大幅に拡大されている。
1970年代初頭、西側諸国にいたウスタシャの影響を受けた集団は、マフィア的手法やテロリズム活動を通じてクロアチアの独立運動を起こそうとした。そして、少数のゲリラにまで発展したものの、多くのクロアチア人や、その他のユーゴスラビア人カトリック教徒はこれに賛同しなかったために、分離主義者の運動は失敗に終わっている。

## ティトーの死後（1980年以降）
1980年のティトーの死後、政治的・経済的苦境が連邦を覆い、中央政府には不協和音が流れた。実際の経済状態は決して悪くなく、クロアチアはユーゴスラビアでは2番目、スロベニアに次いで経済状態は良好であった。しかしながら、冷戦の終結が近づくにつれて、ユーゴスラビアはその甚大な影響を被り、インフレーションが発生した。ユーゴスラビア連邦政府の最後の首相はクロアチア出身のアンテ・マルコヴィッチ（Ante Marković）であり、マルコヴィッチは政治・経済の改革に2年間を費やした。マルコヴィッチ政権の政策ははじめのうち成功を収めていたものの、ユーゴスラビアの政治の極度の不安定さの前に潰えた。
民族間の緊張は高まり、ユーゴスラビア解体を望む声が強まった。コソボでの民族間の緊張の高まり、「セルビア科学芸術アカデミーの覚書」、セルビアの民族主義者スロボダン・ミロシェヴィッチの出現、それらに続いて起こった出来事に対して、クロアチアでは否定的な反応が起こった。50年前の民族間の亀裂は再び姿を現し始め、クロアチア人たちは独自の民族意識を強調するようになり、ベオグラードの連邦政府に対する反対を明確化するようになった。
1989年10月17日、ロック・グループのプルリャヴォ・カザリシュテ（Prljavo kazalište）は、ザグレブ中心部の一角にておよそ250,000人の観衆を前にしてコンサートを行った。彼らの楽曲「Mojoj majci」（母へ）では、自身の母を「クロアチアで最後のバラ」と賞賛するものであり、この楽曲は、政治情勢の変化を反映して、その場にいた多くのファンたち、そしてそこにいなかった人々の心を打ち、人々は愛国心を表明した。

## 独立へ
1990年、ユーゴスラビア共産主義者同盟の第14回の会合の中で、セルビアの代表者であったスロボダン・ミロシェヴィッチは、各共和国および自治州の権限を拡大した1974年の憲法を改め、党員に「一人一票」の原則を導入することを求めた。この要求に従えば、数の上で多数を占めるセルビア人が実権を握ることになる。この提案に対して、クロアチアとスロベニアの代表者（それぞれ代表者はミラン・クーチャンおよびイヴィツァ・ラチャン）は抗議して会合を退席し、党を離脱した。
クロアチアの人口の12%を占めるセルビア人は、クロアチアのユーゴスラビアからの離脱に反対した。クロアチア国内のセルビア人の政治家らは、彼らがユーゴスラビア共産主義者同盟の下部組織であったクロアチア共産主義者同盟の中で維持していた力を失うことを危惧した。第二次世界大戦時の記憶が呼び起こされ、ベオグラードの政府によって宣伝された。ミロシェヴィッチとその同調者らは、ユーゴスラビア全土にセルビア民族主義を押し広め、セルビア人による連邦支配を狙っていた。クロアチアの指導者フラニョ・トゥジマンはこれに対して、クロアチアを国民国家とすることで応じた。マス・メディアの力を活用し、扇動主義と恐怖をあおり、クロアチアは戦争前夜の雰囲気に飲み込まれていった。
1990年3月、ユーゴスラビア人民軍はユーゴスラビア大統領評議会（幹部会、ユーゴスラビアの6の共和国と2の自治州の代表者からなる）との会合を持ち、連邦において人民軍が権限を持つべく非常事態を宣言するよう求めた。ミロシェヴィッチとその同調者に乗っ取られた4人の代表者（セルビア、モンテネグロ、ヴォイヴォディナ、コソボ）はこれに賛同したものの、その他の4人の代表者（クロアチア、スロベニア、マケドニア、ボスニア・ヘルツェゴビナ）は反対し、この計画は阻止された。既に機能不全に陥り、死にゆく国家となっていたユーゴスラビアでは、その後もセルビア人の指導者らはこの計画を何度かにわたって試みたものの、いずれも他の4箇国の代表者らが一致してこれに反対し、計画が実現されることはなかった。これによって、国際社会はセルビアがユーゴスラビアの危機を作り出しているとの印象を受け、その後に続いたセルビア人によるクロアチアやボスニア・ヘルツェゴビナでの都市の破壊や数多くの戦争犯罪と併せて、セルビアとモンテネグロに対する国際連合による経済制裁を招いた。1992年初頭、ユーゴスラビア社会主義連邦共和国は事実上、消滅を迎えた。

## 旗

?クロアチア連邦国の国旗（第二次世界大戦中）
?アルバニア人の旗
?イタリア人の旗
?ウクライナ系人・ルシン人の旗
?チェコスロバキア人の旗
?ドイツ人の旗
?トルコ人の旗
?ハンガリー人の旗
?ブルガリア人の旗